# Djed

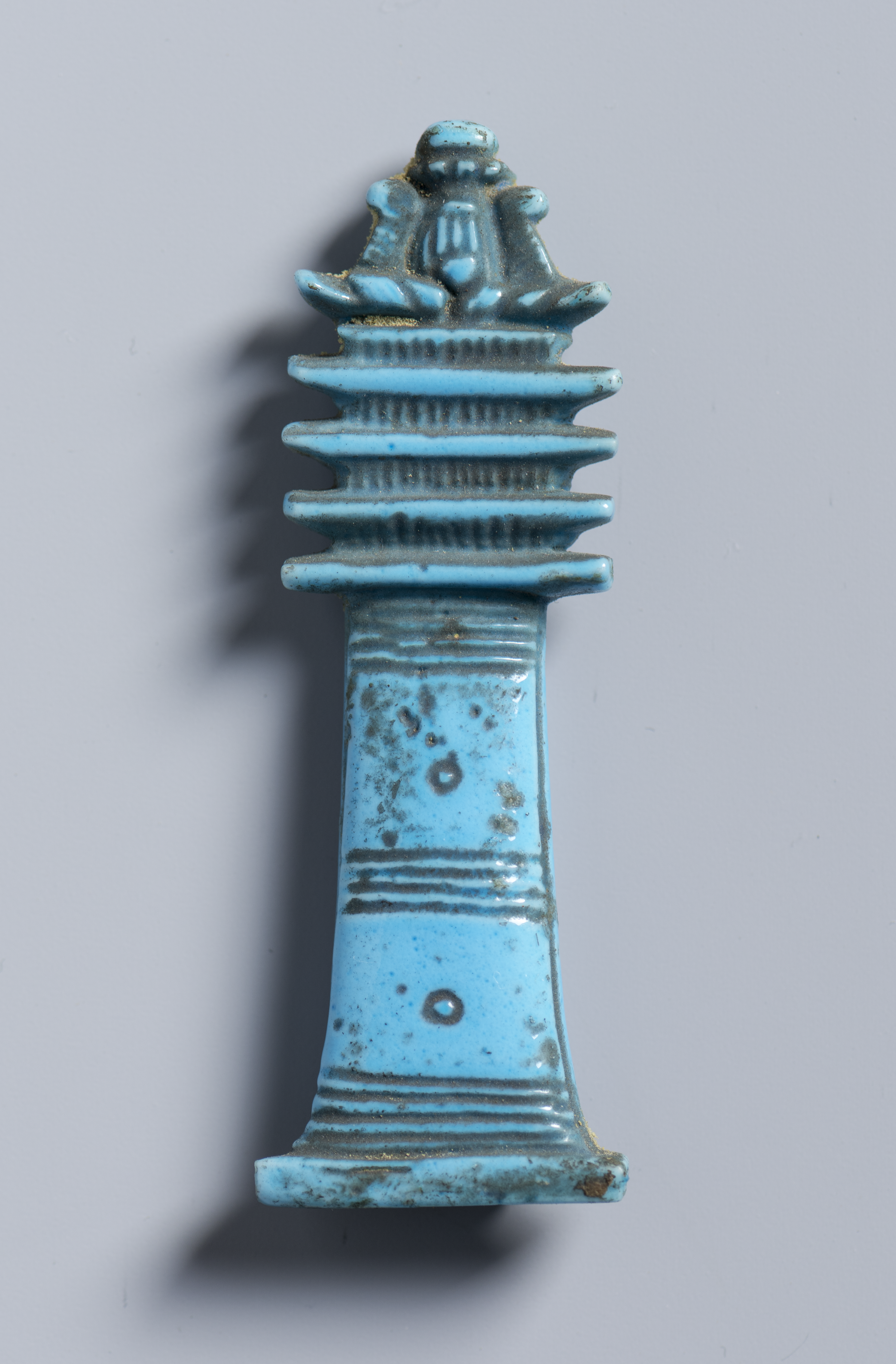
Amuleto representando o pilar djed no Turim

O djed (também ded, dad ou tet) é um dos símbolos mais comuns e mais encontrados na mitologia egípcia. É um hieróglifo em forma de pilar que representa estabilidade. É associado a Osíris, o deus egípcio do pós-morte, do submundo e dos mortos. O símbolo é comumente interpretado como sendo a representação de sua coluna vertebral.

## Mito
No mito de Osíris e Ísis, Osíris foi morto por Seti ao entrar num esquife feito para acomodá-lo. Seti então lançou o esquife com o então falecido no rio Nilo, que foi carregado pelo rio até a cidade de Biblos na Síria. Encalhou e, rapidamente, cresceram raízes de uma árvore sagrada ao seu redor, abrigando o esquife no seu tronco. O rei do território, intrigado pelo crescimento rápido da árvore, ordenou seu corte e transformou-a em um pilar do seu palácio, desconhecendo o fato dela abrigar o corpo de Osíris. Enquanto isso, Ísis procurava pelo corpo do deus com a ajuda de Anúbis, e soube da sua localização na cidade de Biblos. Ísis submeteu-se ao rei e à rainha, e pôde fazer um pedido. Ela pediu o pilar do palácio, e, tendo seu pedido atendido, retirou o esquife do pilar. A deusa, então, consagrou o pilar, ungindo-o com mirra e embalando-o num tecido de linho. Este pilar ficou conhecido como o pilar de djed.

## Uso como amuleto
O pilar de djed foi também utilizado como amuleto para os vivos e mortos. Foi colocado como amuleto próximo às colunas vertebrais dos corpos mumificados, o que asseguraria a ressurreição do falecido, permitindo-o viver eternamente. O Livro Egípcio dos Mortos lista um encantamento que, quando pronunciado sobre um amuleto de ouro posto no pescoço do morto, garante que a múmia recuperaria o uso da sua coluna e seria capaz de sentar-se. O símbolo também era pintado em caixões.